# ハプログループR1b (Y染色体)
ハプログループR1b (Y染色体)（ハプログループR1b (Yせんしょくたい)英: Haplogroup R1b (Y-DNA)）とは分子人類学で用いられる人類の父系を示すY染色体ハプログループ（型集団）の分類で、ハプログループRの子系統R1のうち、「M343 」の変異で定義づけられるものである。
18500年前に西アジアを中心に拡散した。

## 分布
ハプログループR1b系統は西ヨーロッパと南ヨーロッパに顕著に分布している系統であり、バスク人やケルト系民族に80%以上の高頻度に見られる。
ヤムナ文化人で高頻度に見つかることから、印欧語族の担い手である。（R1bはケントゥム語、R1aはサテム語の担い手である）ヨーロッパ西部には青銅器時代に分布を広げ、ウーニェチツェ文化の担い手と考えられる。
またトカラ語派とアファナシェヴォ文化の担い手である。
大航海時代以降の人種の流動に伴って、南北のアメリカ大陸やオーストラリア大陸にも分布の範囲を拡大した。
またバシキール人にも86%の高頻度である。
この流れとは別に、古代にもアフリカ内陸部へ移動したR1b系統の一集団があったと見られ、ハプログループR-V88に定義づけられる分岐系統がチャド語派の言語を話すカメルーンの先住民族の間において高濃度で発見されている。

## 系統樹
系統樹から、オリエント発祥が読みとれる。R-M269はもともとインド・ヨーロッパ語族集団であったが、非印欧語のバスク語でも高頻度である（後述）。（太字は元来の印欧語系関連言語、斜字は話者交替を起こした言語。関連文化を記載。）
| P312/S116 イタロ・ケルト語派 | \| \| DF27: バスク人・イベリア （ルシタニア語、バスク語） \| \| \| \| \| \| S28: イタリア北部、スイス、フランス中央部 （大陸ケルト語、イタリック語派） \| \| \| \| \| \| L21: ブリテン、アイルランド、ブルターニュ （島嶼ケルト語） \| \| \| \| |
|                              | \| \| DF27: バスク人・イベリア （ルシタニア語、バスク語） \| \| \| \| \| \| S28: イタリア北部、スイス、フランス中央部 （大陸ケルト語、イタリック語派） \| \| \| \| \| \| L21: ブリテン、アイルランド、ブルターニュ （島嶼ケルト語） \| \| \| \| |
|                              | S21/U106: ゲルマン人 （ゲルマン語派） |
|                              | |
|                              | DF27: バスク人・イベリア （ルシタニア語、バスク語） |
|                              | |
|                              | S28: イタリア北部、スイス、フランス中央部 （大陸ケルト語、イタリック語派） |
|                              | |
|                              | L21: ブリテン、アイルランド、ブルターニュ （島嶼ケルト語） |
|                              | |

|  | DF27: バスク人・イベリア （ルシタニア語、バスク語）                        |
|  |                                                                            |
|  | S28: イタリア北部、スイス、フランス中央部 （大陸ケルト語、イタリック語派） |
|  |                                                                            |
|  | L21: ブリテン、アイルランド、ブルターニュ （島嶼ケルト語）                 |
|  |                                                                            |

| P312/S116 イタロ・ケルト語派 | \| \| DF27: バスク人・イベリア （ルシタニア語、バスク語） \| \| \| \| \| \| S28: イタリア北部、スイス、フランス中央部 （大陸ケルト語、イタリック語派） \| \| \| \| \| \| L21: ブリテン、アイルランド、ブルターニュ （島嶼ケルト語） \| \| \| \| |
|                              | \| \| DF27: バスク人・イベリア （ルシタニア語、バスク語） \| \| \| \| \| \| S28: イタリア北部、スイス、フランス中央部 （大陸ケルト語、イタリック語派） \| \| \| \| \| \| L21: ブリテン、アイルランド、ブルターニュ （島嶼ケルト語） \| \| \| \| |
|                              | S21/U106: ゲルマン人 （ゲルマン語派） |
|                              | |
|                              | DF27: バスク人・イベリア （ルシタニア語、バスク語） |
|                              | |
|                              | S28: イタリア北部、スイス、フランス中央部 （大陸ケルト語、イタリック語派） |
|                              | |
|                              | L21: ブリテン、アイルランド、ブルターニュ （島嶼ケルト語） |
|                              | |

|  | DF27: バスク人・イベリア （ルシタニア語、バスク語）                        |
|  |                                                                            |
|  | S28: イタリア北部、スイス、フランス中央部 （大陸ケルト語、イタリック語派） |
|  |                                                                            |
|  | L21: ブリテン、アイルランド、ブルターニュ （島嶼ケルト語）                 |
|  |                                                                            |

| P312/S116 イタロ・ケルト語派 | \| \| DF27: バスク人・イベリア （ルシタニア語、バスク語） \| \| \| \| \| \| S28: イタリア北部、スイス、フランス中央部 （大陸ケルト語、イタリック語派） \| \| \| \| \| \| L21: ブリテン、アイルランド、ブルターニュ （島嶼ケルト語） \| \| \| \| |
|                              | \| \| DF27: バスク人・イベリア （ルシタニア語、バスク語） \| \| \| \| \| \| S28: イタリア北部、スイス、フランス中央部 （大陸ケルト語、イタリック語派） \| \| \| \| \| \| L21: ブリテン、アイルランド、ブルターニュ （島嶼ケルト語） \| \| \| \| |
|                              | S21/U106: ゲルマン人 （ゲルマン語派） |
|                              | |
|                              | DF27: バスク人・イベリア （ルシタニア語、バスク語） |
|                              | |
|                              | S28: イタリア北部、スイス、フランス中央部 （大陸ケルト語、イタリック語派） |
|                              | |
|                              | L21: ブリテン、アイルランド、ブルターニュ （島嶼ケルト語） |
|                              | |

|  | DF27: バスク人・イベリア （ルシタニア語、バスク語）                        |
|  |                                                                            |
|  | S28: イタリア北部、スイス、フランス中央部 （大陸ケルト語、イタリック語派） |
|  |                                                                            |
|  | L21: ブリテン、アイルランド、ブルターニュ （島嶼ケルト語）                 |
|  |                                                                            |

| P312/S116 イタロ・ケルト語派 | \| \| DF27: バスク人・イベリア （ルシタニア語、バスク語） \| \| \| \| \| \| S28: イタリア北部、スイス、フランス中央部 （大陸ケルト語、イタリック語派） \| \| \| \| \| \| L21: ブリテン、アイルランド、ブルターニュ （島嶼ケルト語） \| \| \| \| |
|                              | \| \| DF27: バスク人・イベリア （ルシタニア語、バスク語） \| \| \| \| \| \| S28: イタリア北部、スイス、フランス中央部 （大陸ケルト語、イタリック語派） \| \| \| \| \| \| L21: ブリテン、アイルランド、ブルターニュ （島嶼ケルト語） \| \| \| \| |
|                              | S21/U106: ゲルマン人 （ゲルマン語派） |
|                              | |
|                              | DF27: バスク人・イベリア （ルシタニア語、バスク語） |
|                              | |
|                              | S28: イタリア北部、スイス、フランス中央部 （大陸ケルト語、イタリック語派） |
|                              | |
|                              | L21: ブリテン、アイルランド、ブルターニュ （島嶼ケルト語） |
|                              | |

|  | DF27: バスク人・イベリア （ルシタニア語、バスク語）                        |
|  |                                                                            |
|  | S28: イタリア北部、スイス、フランス中央部 （大陸ケルト語、イタリック語派） |
|  |                                                                            |
|  | L21: ブリテン、アイルランド、ブルターニュ （島嶼ケルト語）                 |
|  |                                                                            |

| P312/S116 イタロ・ケルト語派 | \| \| DF27: バスク人・イベリア （ルシタニア語、バスク語） \| \| \| \| \| \| S28: イタリア北部、スイス、フランス中央部 （大陸ケルト語、イタリック語派） \| \| \| \| \| \| L21: ブリテン、アイルランド、ブルターニュ （島嶼ケルト語） \| \| \| \| |
|                              | \| \| DF27: バスク人・イベリア （ルシタニア語、バスク語） \| \| \| \| \| \| S28: イタリア北部、スイス、フランス中央部 （大陸ケルト語、イタリック語派） \| \| \| \| \| \| L21: ブリテン、アイルランド、ブルターニュ （島嶼ケルト語） \| \| \| \| |
|                              | S21/U106: ゲルマン人 （ゲルマン語派） |
|                              | |
|                              | DF27: バスク人・イベリア （ルシタニア語、バスク語） |
|                              | |
|                              | S28: イタリア北部、スイス、フランス中央部 （大陸ケルト語、イタリック語派） |
|                              | |
|                              | L21: ブリテン、アイルランド、ブルターニュ （島嶼ケルト語） |
|                              | |

|  | DF27: バスク人・イベリア （ルシタニア語、バスク語）                        |
|  |                                                                            |
|  | S28: イタリア北部、スイス、フランス中央部 （大陸ケルト語、イタリック語派） |
|  |                                                                            |
|  | L21: ブリテン、アイルランド、ブルターニュ （島嶼ケルト語）                 |
|  |                                                                            |

| P312/S116 イタロ・ケルト語派 | \| \| DF27: バスク人・イベリア （ルシタニア語、バスク語） \| \| \| \| \| \| S28: イタリア北部、スイス、フランス中央部 （大陸ケルト語、イタリック語派） \| \| \| \| \| \| L21: ブリテン、アイルランド、ブルターニュ （島嶼ケルト語） \| \| \| \| |
|                              | \| \| DF27: バスク人・イベリア （ルシタニア語、バスク語） \| \| \| \| \| \| S28: イタリア北部、スイス、フランス中央部 （大陸ケルト語、イタリック語派） \| \| \| \| \| \| L21: ブリテン、アイルランド、ブルターニュ （島嶼ケルト語） \| \| \| \| |
|                              | S21/U106: ゲルマン人 （ゲルマン語派） |
|                              | |
|                              | DF27: バスク人・イベリア （ルシタニア語、バスク語） |
|                              | |
|                              | S28: イタリア北部、スイス、フランス中央部 （大陸ケルト語、イタリック語派） |
|                              | |
|                              | L21: ブリテン、アイルランド、ブルターニュ （島嶼ケルト語） |
|                              | |

|  | DF27: バスク人・イベリア （ルシタニア語、バスク語）                        |
|  |                                                                            |
|  | S28: イタリア北部、スイス、フランス中央部 （大陸ケルト語、イタリック語派） |
|  |                                                                            |
|  | L21: ブリテン、アイルランド、ブルターニュ （島嶼ケルト語）                 |
|  |                                                                            |

| P312/S116 イタロ・ケルト語派 | \| \| DF27: バスク人・イベリア （ルシタニア語、バスク語） \| \| \| \| \| \| S28: イタリア北部、スイス、フランス中央部 （大陸ケルト語、イタリック語派） \| \| \| \| \| \| L21: ブリテン、アイルランド、ブルターニュ （島嶼ケルト語） \| \| \| \| |
|                              | \| \| DF27: バスク人・イベリア （ルシタニア語、バスク語） \| \| \| \| \| \| S28: イタリア北部、スイス、フランス中央部 （大陸ケルト語、イタリック語派） \| \| \| \| \| \| L21: ブリテン、アイルランド、ブルターニュ （島嶼ケルト語） \| \| \| \| |
|                              | S21/U106: ゲルマン人 （ゲルマン語派） |
|                              | |
|                              | DF27: バスク人・イベリア （ルシタニア語、バスク語） |
|                              | |
|                              | S28: イタリア北部、スイス、フランス中央部 （大陸ケルト語、イタリック語派） |
|                              | |
|                              | L21: ブリテン、アイルランド、ブルターニュ （島嶼ケルト語） |
|                              | |

|  | DF27: バスク人・イベリア （ルシタニア語、バスク語）                        |
|  |                                                                            |
|  | S28: イタリア北部、スイス、フランス中央部 （大陸ケルト語、イタリック語派） |
|  |                                                                            |
|  | L21: ブリテン、アイルランド、ブルターニュ （島嶼ケルト語）                 |
|  |                                                                            |

| P312/S116 イタロ・ケルト語派 | \| \| DF27: バスク人・イベリア （ルシタニア語、バスク語） \| \| \| \| \| \| S28: イタリア北部、スイス、フランス中央部 （大陸ケルト語、イタリック語派） \| \| \| \| \| \| L21: ブリテン、アイルランド、ブルターニュ （島嶼ケルト語） \| \| \| \| |
|                              | \| \| DF27: バスク人・イベリア （ルシタニア語、バスク語） \| \| \| \| \| \| S28: イタリア北部、スイス、フランス中央部 （大陸ケルト語、イタリック語派） \| \| \| \| \| \| L21: ブリテン、アイルランド、ブルターニュ （島嶼ケルト語） \| \| \| \| |
|                              | S21/U106: ゲルマン人 （ゲルマン語派） |
|                              | |
|                              | DF27: バスク人・イベリア （ルシタニア語、バスク語） |
|                              | |
|                              | S28: イタリア北部、スイス、フランス中央部 （大陸ケルト語、イタリック語派） |
|                              | |
|                              | L21: ブリテン、アイルランド、ブルターニュ （島嶼ケルト語） |
|                              | |

|  | DF27: バスク人・イベリア （ルシタニア語、バスク語）                        |
|  |                                                                            |
|  | S28: イタリア北部、スイス、フランス中央部 （大陸ケルト語、イタリック語派） |
|  |                                                                            |
|  | L21: ブリテン、アイルランド、ブルターニュ （島嶼ケルト語）                 |
|  |                                                                            |

| P312/S116 イタロ・ケルト語派 | \| \| DF27: バスク人・イベリア （ルシタニア語、バスク語） \| \| \| \| \| \| S28: イタリア北部、スイス、フランス中央部 （大陸ケルト語、イタリック語派） \| \| \| \| \| \| L21: ブリテン、アイルランド、ブルターニュ （島嶼ケルト語） \| \| \| \| |
|                              | \| \| DF27: バスク人・イベリア （ルシタニア語、バスク語） \| \| \| \| \| \| S28: イタリア北部、スイス、フランス中央部 （大陸ケルト語、イタリック語派） \| \| \| \| \| \| L21: ブリテン、アイルランド、ブルターニュ （島嶼ケルト語） \| \| \| \| |
|                              | S21/U106: ゲルマン人 （ゲルマン語派） |
|                              | |
|                              | DF27: バスク人・イベリア （ルシタニア語、バスク語） |
|                              | |
|                              | S28: イタリア北部、スイス、フランス中央部 （大陸ケルト語、イタリック語派） |
|                              | |
|                              | L21: ブリテン、アイルランド、ブルターニュ （島嶼ケルト語） |
|                              | |

|  | DF27: バスク人・イベリア （ルシタニア語、バスク語）                        |
|  |                                                                            |
|  | S28: イタリア北部、スイス、フランス中央部 （大陸ケルト語、イタリック語派） |
|  |                                                                            |
|  | L21: ブリテン、アイルランド、ブルターニュ （島嶼ケルト語）                 |
|  |                                                                            |

| P312/S116 イタロ・ケルト語派 | \| \| DF27: バスク人・イベリア （ルシタニア語、バスク語） \| \| \| \| \| \| S28: イタリア北部、スイス、フランス中央部 （大陸ケルト語、イタリック語派） \| \| \| \| \| \| L21: ブリテン、アイルランド、ブルターニュ （島嶼ケルト語） \| \| \| \| |
|                              | \| \| DF27: バスク人・イベリア （ルシタニア語、バスク語） \| \| \| \| \| \| S28: イタリア北部、スイス、フランス中央部 （大陸ケルト語、イタリック語派） \| \| \| \| \| \| L21: ブリテン、アイルランド、ブルターニュ （島嶼ケルト語） \| \| \| \| |
|                              | S21/U106: ゲルマン人 （ゲルマン語派） |
|                              | |
|                              | DF27: バスク人・イベリア （ルシタニア語、バスク語） |
|                              | |
|                              | S28: イタリア北部、スイス、フランス中央部 （大陸ケルト語、イタリック語派） |
|                              | |
|                              | L21: ブリテン、アイルランド、ブルターニュ （島嶼ケルト語） |
|                              | |

|  | DF27: バスク人・イベリア （ルシタニア語、バスク語）                        |
|  |                                                                            |
|  | S28: イタリア北部、スイス、フランス中央部 （大陸ケルト語、イタリック語派） |
|  |                                                                            |
|  | L21: ブリテン、アイルランド、ブルターニュ （島嶼ケルト語）                 |
|  |                                                                            |

| P312/S116 イタロ・ケルト語派 | \| \| DF27: バスク人・イベリア （ルシタニア語、バスク語） \| \| \| \| \| \| S28: イタリア北部、スイス、フランス中央部 （大陸ケルト語、イタリック語派） \| \| \| \| \| \| L21: ブリテン、アイルランド、ブルターニュ （島嶼ケルト語） \| \| \| \| |
|                              | \| \| DF27: バスク人・イベリア （ルシタニア語、バスク語） \| \| \| \| \| \| S28: イタリア北部、スイス、フランス中央部 （大陸ケルト語、イタリック語派） \| \| \| \| \| \| L21: ブリテン、アイルランド、ブルターニュ （島嶼ケルト語） \| \| \| \| |
|                              | S21/U106: ゲルマン人 （ゲルマン語派） |
|                              | |
|                              | DF27: バスク人・イベリア （ルシタニア語、バスク語） |
|                              | |
|                              | S28: イタリア北部、スイス、フランス中央部 （大陸ケルト語、イタリック語派） |
|                              | |
|                              | L21: ブリテン、アイルランド、ブルターニュ （島嶼ケルト語） |
|                              | |

|  | DF27: バスク人・イベリア （ルシタニア語、バスク語）                        |
|  |                                                                            |
|  | S28: イタリア北部、スイス、フランス中央部 （大陸ケルト語、イタリック語派） |
|  |                                                                            |
|  | L21: ブリテン、アイルランド、ブルターニュ （島嶼ケルト語）                 |
|  |                                                                            |

| P312/S116 イタロ・ケルト語派 | \| \| DF27: バスク人・イベリア （ルシタニア語、バスク語） \| \| \| \| \| \| S28: イタリア北部、スイス、フランス中央部 （大陸ケルト語、イタリック語派） \| \| \| \| \| \| L21: ブリテン、アイルランド、ブルターニュ （島嶼ケルト語） \| \| \| \| |
|                              | \| \| DF27: バスク人・イベリア （ルシタニア語、バスク語） \| \| \| \| \| \| S28: イタリア北部、スイス、フランス中央部 （大陸ケルト語、イタリック語派） \| \| \| \| \| \| L21: ブリテン、アイルランド、ブルターニュ （島嶼ケルト語） \| \| \| \| |
|                              | S21/U106: ゲルマン人 （ゲルマン語派） |
|                              | |
|                              | DF27: バスク人・イベリア （ルシタニア語、バスク語） |
|                              | |
|                              | S28: イタリア北部、スイス、フランス中央部 （大陸ケルト語、イタリック語派） |
|                              | |
|                              | L21: ブリテン、アイルランド、ブルターニュ （島嶼ケルト語） |
|                              | |

|  | DF27: バスク人・イベリア （ルシタニア語、バスク語）                        |
|  |                                                                            |
|  | S28: イタリア北部、スイス、フランス中央部 （大陸ケルト語、イタリック語派） |
|  |                                                                            |
|  | L21: ブリテン、アイルランド、ブルターニュ （島嶼ケルト語）                 |
|  |                                                                            |

| P312/S116 イタロ・ケルト語派 | \| \| DF27: バスク人・イベリア （ルシタニア語、バスク語） \| \| \| \| \| \| S28: イタリア北部、スイス、フランス中央部 （大陸ケルト語、イタリック語派） \| \| \| \| \| \| L21: ブリテン、アイルランド、ブルターニュ （島嶼ケルト語） \| \| \| \| |
|                              | \| \| DF27: バスク人・イベリア （ルシタニア語、バスク語） \| \| \| \| \| \| S28: イタリア北部、スイス、フランス中央部 （大陸ケルト語、イタリック語派） \| \| \| \| \| \| L21: ブリテン、アイルランド、ブルターニュ （島嶼ケルト語） \| \| \| \| |
|                              | S21/U106: ゲルマン人 （ゲルマン語派） |
|                              | |
|                              | DF27: バスク人・イベリア （ルシタニア語、バスク語） |
|                              | |
|                              | S28: イタリア北部、スイス、フランス中央部 （大陸ケルト語、イタリック語派） |
|                              | |
|                              | L21: ブリテン、アイルランド、ブルターニュ （島嶼ケルト語） |
|                              | |

|  | DF27: バスク人・イベリア （ルシタニア語、バスク語）                        |
|  |                                                                            |
|  | S28: イタリア北部、スイス、フランス中央部 （大陸ケルト語、イタリック語派） |
|  |                                                                            |
|  | L21: ブリテン、アイルランド、ブルターニュ （島嶼ケルト語）                 |
|  |                                                                            |

| P312/S116 イタロ・ケルト語派 | \| \| DF27: バスク人・イベリア （ルシタニア語、バスク語） \| \| \| \| \| \| S28: イタリア北部、スイス、フランス中央部 （大陸ケルト語、イタリック語派） \| \| \| \| \| \| L21: ブリテン、アイルランド、ブルターニュ （島嶼ケルト語） \| \| \| \| |
|                              | \| \| DF27: バスク人・イベリア （ルシタニア語、バスク語） \| \| \| \| \| \| S28: イタリア北部、スイス、フランス中央部 （大陸ケルト語、イタリック語派） \| \| \| \| \| \| L21: ブリテン、アイルランド、ブルターニュ （島嶼ケルト語） \| \| \| \| |
|                              | S21/U106: ゲルマン人 （ゲルマン語派） |
|                              | |
|                              | DF27: バスク人・イベリア （ルシタニア語、バスク語） |
|                              | |
|                              | S28: イタリア北部、スイス、フランス中央部 （大陸ケルト語、イタリック語派） |
|                              | |
|                              | L21: ブリテン、アイルランド、ブルターニュ （島嶼ケルト語） |
|                              | |

|  | DF27: バスク人・イベリア （ルシタニア語、バスク語）                        |
|  |                                                                            |
|  | S28: イタリア北部、スイス、フランス中央部 （大陸ケルト語、イタリック語派） |
|  |                                                                            |
|  | L21: ブリテン、アイルランド、ブルターニュ （島嶼ケルト語）                 |
|  |                                                                            |

| P312/S116 イタロ・ケルト語派 | \| \| DF27: バスク人・イベリア （ルシタニア語、バスク語） \| \| \| \| \| \| S28: イタリア北部、スイス、フランス中央部 （大陸ケルト語、イタリック語派） \| \| \| \| \| \| L21: ブリテン、アイルランド、ブルターニュ （島嶼ケルト語） \| \| \| \| |
|                              | \| \| DF27: バスク人・イベリア （ルシタニア語、バスク語） \| \| \| \| \| \| S28: イタリア北部、スイス、フランス中央部 （大陸ケルト語、イタリック語派） \| \| \| \| \| \| L21: ブリテン、アイルランド、ブルターニュ （島嶼ケルト語） \| \| \| \| |
|                              | S21/U106: ゲルマン人 （ゲルマン語派） |
|                              | |
|                              | DF27: バスク人・イベリア （ルシタニア語、バスク語） |
|                              | |
|                              | S28: イタリア北部、スイス、フランス中央部 （大陸ケルト語、イタリック語派） |
|                              | |
|                              | L21: ブリテン、アイルランド、ブルターニュ （島嶼ケルト語） |
|                              | |

|  | DF27: バスク人・イベリア （ルシタニア語、バスク語）                        |
|  |                                                                            |
|  | S28: イタリア北部、スイス、フランス中央部 （大陸ケルト語、イタリック語派） |
|  |                                                                            |
|  | L21: ブリテン、アイルランド、ブルターニュ （島嶼ケルト語）                 |
|  |                                                                            |

| P312/S116 イタロ・ケルト語派 | \| \| DF27: バスク人・イベリア （ルシタニア語、バスク語） \| \| \| \| \| \| S28: イタリア北部、スイス、フランス中央部 （大陸ケルト語、イタリック語派） \| \| \| \| \| \| L21: ブリテン、アイルランド、ブルターニュ （島嶼ケルト語） \| \| \| \| |
|                              | \| \| DF27: バスク人・イベリア （ルシタニア語、バスク語） \| \| \| \| \| \| S28: イタリア北部、スイス、フランス中央部 （大陸ケルト語、イタリック語派） \| \| \| \| \| \| L21: ブリテン、アイルランド、ブルターニュ （島嶼ケルト語） \| \| \| \| |
|                              | S21/U106: ゲルマン人 （ゲルマン語派） |
|                              | |
|                              | DF27: バスク人・イベリア （ルシタニア語、バスク語） |
|                              | |
|                              | S28: イタリア北部、スイス、フランス中央部 （大陸ケルト語、イタリック語派） |
|                              | |
|                              | L21: ブリテン、アイルランド、ブルターニュ （島嶼ケルト語） |
|                              | |

|  | DF27: バスク人・イベリア （ルシタニア語、バスク語）                        |
|  |                                                                            |
|  | S28: イタリア北部、スイス、フランス中央部 （大陸ケルト語、イタリック語派） |
|  |                                                                            |
|  | L21: ブリテン、アイルランド、ブルターニュ （島嶼ケルト語）                 |
|  |                                                                            |

| P312/S116 イタロ・ケルト語派 | \| \| DF27: バスク人・イベリア （ルシタニア語、バスク語） \| \| \| \| \| \| S28: イタリア北部、スイス、フランス中央部 （大陸ケルト語、イタリック語派） \| \| \| \| \| \| L21: ブリテン、アイルランド、ブルターニュ （島嶼ケルト語） \| \| \| \| |
|                              | \| \| DF27: バスク人・イベリア （ルシタニア語、バスク語） \| \| \| \| \| \| S28: イタリア北部、スイス、フランス中央部 （大陸ケルト語、イタリック語派） \| \| \| \| \| \| L21: ブリテン、アイルランド、ブルターニュ （島嶼ケルト語） \| \| \| \| |
|                              | S21/U106: ゲルマン人 （ゲルマン語派） |
|                              | |
|                              | DF27: バスク人・イベリア （ルシタニア語、バスク語） |
|                              | |
|                              | S28: イタリア北部、スイス、フランス中央部 （大陸ケルト語、イタリック語派） |
|                              | |
|                              | L21: ブリテン、アイルランド、ブルターニュ （島嶼ケルト語） |
|                              | |

|  | DF27: バスク人・イベリア （ルシタニア語、バスク語）                        |
|  |                                                                            |
|  | S28: イタリア北部、スイス、フランス中央部 （大陸ケルト語、イタリック語派） |
|  |                                                                            |
|  | L21: ブリテン、アイルランド、ブルターニュ （島嶼ケルト語）                 |
|  |                                                                            |

| P312/S116 イタロ・ケルト語派 | \| \| DF27: バスク人・イベリア （ルシタニア語、バスク語） \| \| \| \| \| \| S28: イタリア北部、スイス、フランス中央部 （大陸ケルト語、イタリック語派） \| \| \| \| \| \| L21: ブリテン、アイルランド、ブルターニュ （島嶼ケルト語） \| \| \| \| |
|                              | \| \| DF27: バスク人・イベリア （ルシタニア語、バスク語） \| \| \| \| \| \| S28: イタリア北部、スイス、フランス中央部 （大陸ケルト語、イタリック語派） \| \| \| \| \| \| L21: ブリテン、アイルランド、ブルターニュ （島嶼ケルト語） \| \| \| \| |
|                              | S21/U106: ゲルマン人 （ゲルマン語派） |
|                              | |
|                              | DF27: バスク人・イベリア （ルシタニア語、バスク語） |
|                              | |
|                              | S28: イタリア北部、スイス、フランス中央部 （大陸ケルト語、イタリック語派） |
|                              | |
|                              | L21: ブリテン、アイルランド、ブルターニュ （島嶼ケルト語） |
|                              | |

|  | DF27: バスク人・イベリア （ルシタニア語、バスク語）                        |
|  |                                                                            |
|  | S28: イタリア北部、スイス、フランス中央部 （大陸ケルト語、イタリック語派） |
|  |                                                                            |
|  | L21: ブリテン、アイルランド、ブルターニュ （島嶼ケルト語）                 |
|  |                                                                            |

| P312/S116 イタロ・ケルト語派 | \| \| DF27: バスク人・イベリア （ルシタニア語、バスク語） \| \| \| \| \| \| S28: イタリア北部、スイス、フランス中央部 （大陸ケルト語、イタリック語派） \| \| \| \| \| \| L21: ブリテン、アイルランド、ブルターニュ （島嶼ケルト語） \| \| \| \| |
|                              | \| \| DF27: バスク人・イベリア （ルシタニア語、バスク語） \| \| \| \| \| \| S28: イタリア北部、スイス、フランス中央部 （大陸ケルト語、イタリック語派） \| \| \| \| \| \| L21: ブリテン、アイルランド、ブルターニュ （島嶼ケルト語） \| \| \| \| |
|                              | S21/U106: ゲルマン人 （ゲルマン語派） |
|                              | |
|                              | DF27: バスク人・イベリア （ルシタニア語、バスク語） |
|                              | |
|                              | S28: イタリア北部、スイス、フランス中央部 （大陸ケルト語、イタリック語派） |
|                              | |
|                              | L21: ブリテン、アイルランド、ブルターニュ （島嶼ケルト語） |
|                              | |

|  | DF27: バスク人・イベリア （ルシタニア語、バスク語）                        |
|  |                                                                            |
|  | S28: イタリア北部、スイス、フランス中央部 （大陸ケルト語、イタリック語派） |
|  |                                                                            |
|  | L21: ブリテン、アイルランド、ブルターニュ （島嶼ケルト語）                 |
|  |                                                                            |

| P312/S116 イタロ・ケルト語派 | \| \| DF27: バスク人・イベリア （ルシタニア語、バスク語） \| \| \| \| \| \| S28: イタリア北部、スイス、フランス中央部 （大陸ケルト語、イタリック語派） \| \| \| \| \| \| L21: ブリテン、アイルランド、ブルターニュ （島嶼ケルト語） \| \| \| \| |
|                              | \| \| DF27: バスク人・イベリア （ルシタニア語、バスク語） \| \| \| \| \| \| S28: イタリア北部、スイス、フランス中央部 （大陸ケルト語、イタリック語派） \| \| \| \| \| \| L21: ブリテン、アイルランド、ブルターニュ （島嶼ケルト語） \| \| \| \| |
|                              | S21/U106: ゲルマン人 （ゲルマン語派） |
|                              | |
|                              | DF27: バスク人・イベリア （ルシタニア語、バスク語） |
|                              | |
|                              | S28: イタリア北部、スイス、フランス中央部 （大陸ケルト語、イタリック語派） |
|                              | |
|                              | L21: ブリテン、アイルランド、ブルターニュ （島嶼ケルト語） |
|                              | |

|  | DF27: バスク人・イベリア （ルシタニア語、バスク語）                        |
|  |                                                                            |
|  | S28: イタリア北部、スイス、フランス中央部 （大陸ケルト語、イタリック語派） |
|  |                                                                            |
|  | L21: ブリテン、アイルランド、ブルターニュ （島嶼ケルト語）                 |
|  |                                                                            |

| P312/S116 イタロ・ケルト語派 | \| \| DF27: バスク人・イベリア （ルシタニア語、バスク語） \| \| \| \| \| \| S28: イタリア北部、スイス、フランス中央部 （大陸ケルト語、イタリック語派） \| \| \| \| \| \| L21: ブリテン、アイルランド、ブルターニュ （島嶼ケルト語） \| \| \| \| |
|                              | \| \| DF27: バスク人・イベリア （ルシタニア語、バスク語） \| \| \| \| \| \| S28: イタリア北部、スイス、フランス中央部 （大陸ケルト語、イタリック語派） \| \| \| \| \| \| L21: ブリテン、アイルランド、ブルターニュ （島嶼ケルト語） \| \| \| \| |
|                              | S21/U106: ゲルマン人 （ゲルマン語派） |
|                              | |
|                              | DF27: バスク人・イベリア （ルシタニア語、バスク語） |
|                              | |
|                              | S28: イタリア北部、スイス、フランス中央部 （大陸ケルト語、イタリック語派） |
|                              | |
|                              | L21: ブリテン、アイルランド、ブルターニュ （島嶼ケルト語） |
|                              | |

|  | DF27: バスク人・イベリア （ルシタニア語、バスク語）                        |
|  |                                                                            |
|  | S28: イタリア北部、スイス、フランス中央部 （大陸ケルト語、イタリック語派） |
|  |                                                                            |
|  | L21: ブリテン、アイルランド、ブルターニュ （島嶼ケルト語）                 |
|  |                                                                            |

| P312/S116 イタロ・ケルト語派 | \| \| DF27: バスク人・イベリア （ルシタニア語、バスク語） \| \| \| \| \| \| S28: イタリア北部、スイス、フランス中央部 （大陸ケルト語、イタリック語派） \| \| \| \| \| \| L21: ブリテン、アイルランド、ブルターニュ （島嶼ケルト語） \| \| \| \| |
|                              | \| \| DF27: バスク人・イベリア （ルシタニア語、バスク語） \| \| \| \| \| \| S28: イタリア北部、スイス、フランス中央部 （大陸ケルト語、イタリック語派） \| \| \| \| \| \| L21: ブリテン、アイルランド、ブルターニュ （島嶼ケルト語） \| \| \| \| |
|                              | S21/U106: ゲルマン人 （ゲルマン語派） |
|                              | |
|                              | DF27: バスク人・イベリア （ルシタニア語、バスク語） |
|                              | |
|                              | S28: イタリア北部、スイス、フランス中央部 （大陸ケルト語、イタリック語派） |
|                              | |
|                              | L21: ブリテン、アイルランド、ブルターニュ （島嶼ケルト語） |
|                              | |

|  | DF27: バスク人・イベリア （ルシタニア語、バスク語）                        |
|  |                                                                            |
|  | S28: イタリア北部、スイス、フランス中央部 （大陸ケルト語、イタリック語派） |
|  |                                                                            |
|  | L21: ブリテン、アイルランド、ブルターニュ （島嶼ケルト語）                 |
|  |                                                                            |

| P312/S116 イタロ・ケルト語派 | \| \| DF27: バスク人・イベリア （ルシタニア語、バスク語） \| \| \| \| \| \| S28: イタリア北部、スイス、フランス中央部 （大陸ケルト語、イタリック語派） \| \| \| \| \| \| L21: ブリテン、アイルランド、ブルターニュ （島嶼ケルト語） \| \| \| \| |
|                              | \| \| DF27: バスク人・イベリア （ルシタニア語、バスク語） \| \| \| \| \| \| S28: イタリア北部、スイス、フランス中央部 （大陸ケルト語、イタリック語派） \| \| \| \| \| \| L21: ブリテン、アイルランド、ブルターニュ （島嶼ケルト語） \| \| \| \| |
|                              | S21/U106: ゲルマン人 （ゲルマン語派） |
|                              | |
|                              | DF27: バスク人・イベリア （ルシタニア語、バスク語） |
|                              | |
|                              | S28: イタリア北部、スイス、フランス中央部 （大陸ケルト語、イタリック語派） |
|                              | |
|                              | L21: ブリテン、アイルランド、ブルターニュ （島嶼ケルト語） |
|                              | |

|  | DF27: バスク人・イベリア （ルシタニア語、バスク語）                        |
|  |                                                                            |
|  | S28: イタリア北部、スイス、フランス中央部 （大陸ケルト語、イタリック語派） |
|  |                                                                            |
|  | L21: ブリテン、アイルランド、ブルターニュ （島嶼ケルト語）                 |
|  |                                                                            |

| P312/S116 イタロ・ケルト語派 | \| \| DF27: バスク人・イベリア （ルシタニア語、バスク語） \| \| \| \| \| \| S28: イタリア北部、スイス、フランス中央部 （大陸ケルト語、イタリック語派） \| \| \| \| \| \| L21: ブリテン、アイルランド、ブルターニュ （島嶼ケルト語） \| \| \| \| |
|                              | \| \| DF27: バスク人・イベリア （ルシタニア語、バスク語） \| \| \| \| \| \| S28: イタリア北部、スイス、フランス中央部 （大陸ケルト語、イタリック語派） \| \| \| \| \| \| L21: ブリテン、アイルランド、ブルターニュ （島嶼ケルト語） \| \| \| \| |
|                              | S21/U106: ゲルマン人 （ゲルマン語派） |
|                              | |
|                              | DF27: バスク人・イベリア （ルシタニア語、バスク語） |
|                              | |
|                              | S28: イタリア北部、スイス、フランス中央部 （大陸ケルト語、イタリック語派） |
|                              | |
|                              | L21: ブリテン、アイルランド、ブルターニュ （島嶼ケルト語） |
|                              | |

|  | DF27: バスク人・イベリア （ルシタニア語、バスク語）                        |
|  |                                                                            |
|  | S28: イタリア北部、スイス、フランス中央部 （大陸ケルト語、イタリック語派） |
|  |                                                                            |
|  | L21: ブリテン、アイルランド、ブルターニュ （島嶼ケルト語）                 |
|  |                                                                            |

| P312/S116 イタロ・ケルト語派 | \| \| DF27: バスク人・イベリア （ルシタニア語、バスク語） \| \| \| \| \| \| S28: イタリア北部、スイス、フランス中央部 （大陸ケルト語、イタリック語派） \| \| \| \| \| \| L21: ブリテン、アイルランド、ブルターニュ （島嶼ケルト語） \| \| \| \| |
|                              | \| \| DF27: バスク人・イベリア （ルシタニア語、バスク語） \| \| \| \| \| \| S28: イタリア北部、スイス、フランス中央部 （大陸ケルト語、イタリック語派） \| \| \| \| \| \| L21: ブリテン、アイルランド、ブルターニュ （島嶼ケルト語） \| \| \| \| |
|                              | S21/U106: ゲルマン人 （ゲルマン語派） |
|                              | |
|                              | DF27: バスク人・イベリア （ルシタニア語、バスク語） |
|                              | |
|                              | S28: イタリア北部、スイス、フランス中央部 （大陸ケルト語、イタリック語派） |
|                              | |
|                              | L21: ブリテン、アイルランド、ブルターニュ （島嶼ケルト語） |
|                              | |

|  | DF27: バスク人・イベリア （ルシタニア語、バスク語）                        |
|  |                                                                            |
|  | S28: イタリア北部、スイス、フランス中央部 （大陸ケルト語、イタリック語派） |
|  |                                                                            |
|  | L21: ブリテン、アイルランド、ブルターニュ （島嶼ケルト語）                 |
|  |                                                                            |

| P312/S116 イタロ・ケルト語派 | \| \| DF27: バスク人・イベリア （ルシタニア語、バスク語） \| \| \| \| \| \| S28: イタリア北部、スイス、フランス中央部 （大陸ケルト語、イタリック語派） \| \| \| \| \| \| L21: ブリテン、アイルランド、ブルターニュ （島嶼ケルト語） \| \| \| \| |
|                              | \| \| DF27: バスク人・イベリア （ルシタニア語、バスク語） \| \| \| \| \| \| S28: イタリア北部、スイス、フランス中央部 （大陸ケルト語、イタリック語派） \| \| \| \| \| \| L21: ブリテン、アイルランド、ブルターニュ （島嶼ケルト語） \| \| \| \| |
|                              | S21/U106: ゲルマン人 （ゲルマン語派） |
|                              | |
|                              | DF27: バスク人・イベリア （ルシタニア語、バスク語） |
|                              | |
|                              | S28: イタリア北部、スイス、フランス中央部 （大陸ケルト語、イタリック語派） |
|                              | |
|                              | L21: ブリテン、アイルランド、ブルターニュ （島嶼ケルト語） |
|                              | |

|  | DF27: バスク人・イベリア （ルシタニア語、バスク語）                        |
|  |                                                                            |
|  | S28: イタリア北部、スイス、フランス中央部 （大陸ケルト語、イタリック語派） |
|  |                                                                            |
|  | L21: ブリテン、アイルランド、ブルターニュ （島嶼ケルト語）                 |
|  |                                                                            |

| P312/S116 イタロ・ケルト語派 | \| \| DF27: バスク人・イベリア （ルシタニア語、バスク語） \| \| \| \| \| \| S28: イタリア北部、スイス、フランス中央部 （大陸ケルト語、イタリック語派） \| \| \| \| \| \| L21: ブリテン、アイルランド、ブルターニュ （島嶼ケルト語） \| \| \| \| |
|                              | \| \| DF27: バスク人・イベリア （ルシタニア語、バスク語） \| \| \| \| \| \| S28: イタリア北部、スイス、フランス中央部 （大陸ケルト語、イタリック語派） \| \| \| \| \| \| L21: ブリテン、アイルランド、ブルターニュ （島嶼ケルト語） \| \| \| \| |
|                              | S21/U106: ゲルマン人 （ゲルマン語派） |
|                              | |
|                              | DF27: バスク人・イベリア （ルシタニア語、バスク語） |
|                              | |
|                              | S28: イタリア北部、スイス、フランス中央部 （大陸ケルト語、イタリック語派） |
|                              | |
|                              | L21: ブリテン、アイルランド、ブルターニュ （島嶼ケルト語） |
|                              | |

|  | DF27: バスク人・イベリア （ルシタニア語、バスク語）                        |
|  |                                                                            |
|  | S28: イタリア北部、スイス、フランス中央部 （大陸ケルト語、イタリック語派） |
|  |                                                                            |
|  | L21: ブリテン、アイルランド、ブルターニュ （島嶼ケルト語）                 |
|  |                                                                            |

| P312/S116 イタロ・ケルト語派 | \| \| DF27: バスク人・イベリア （ルシタニア語、バスク語） \| \| \| \| \| \| S28: イタリア北部、スイス、フランス中央部 （大陸ケルト語、イタリック語派） \| \| \| \| \| \| L21: ブリテン、アイルランド、ブルターニュ （島嶼ケルト語） \| \| \| \| |
|                              | \| \| DF27: バスク人・イベリア （ルシタニア語、バスク語） \| \| \| \| \| \| S28: イタリア北部、スイス、フランス中央部 （大陸ケルト語、イタリック語派） \| \| \| \| \| \| L21: ブリテン、アイルランド、ブルターニュ （島嶼ケルト語） \| \| \| \| |
|                              | S21/U106: ゲルマン人 （ゲルマン語派） |
|                              | |
|                              | DF27: バスク人・イベリア （ルシタニア語、バスク語） |
|                              | |
|                              | S28: イタリア北部、スイス、フランス中央部 （大陸ケルト語、イタリック語派） |
|                              | |
|                              | L21: ブリテン、アイルランド、ブルターニュ （島嶼ケルト語） |
|                              | |

|  | DF27: バスク人・イベリア （ルシタニア語、バスク語）                        |
|  |                                                                            |
|  | S28: イタリア北部、スイス、フランス中央部 （大陸ケルト語、イタリック語派） |
|  |                                                                            |
|  | L21: ブリテン、アイルランド、ブルターニュ （島嶼ケルト語）                 |
|  |                                                                            |

| P312/S116 イタロ・ケルト語派 | \| \| DF27: バスク人・イベリア （ルシタニア語、バスク語） \| \| \| \| \| \| S28: イタリア北部、スイス、フランス中央部 （大陸ケルト語、イタリック語派） \| \| \| \| \| \| L21: ブリテン、アイルランド、ブルターニュ （島嶼ケルト語） \| \| \| \| |
|                              | \| \| DF27: バスク人・イベリア （ルシタニア語、バスク語） \| \| \| \| \| \| S28: イタリア北部、スイス、フランス中央部 （大陸ケルト語、イタリック語派） \| \| \| \| \| \| L21: ブリテン、アイルランド、ブルターニュ （島嶼ケルト語） \| \| \| \| |
|                              | S21/U106: ゲルマン人 （ゲルマン語派） |
|                              | |
|                              | DF27: バスク人・イベリア （ルシタニア語、バスク語） |
|                              | |
|                              | S28: イタリア北部、スイス、フランス中央部 （大陸ケルト語、イタリック語派） |
|                              | |
|                              | L21: ブリテン、アイルランド、ブルターニュ （島嶼ケルト語） |
|                              | |

|  | DF27: バスク人・イベリア （ルシタニア語、バスク語）                        |
|  |                                                                            |
|  | S28: イタリア北部、スイス、フランス中央部 （大陸ケルト語、イタリック語派） |
|  |                                                                            |
|  | L21: ブリテン、アイルランド、ブルターニュ （島嶼ケルト語）                 |
|  |                                                                            |

| P312/S116 イタロ・ケルト語派 | \| \| DF27: バスク人・イベリア （ルシタニア語、バスク語） \| \| \| \| \| \| S28: イタリア北部、スイス、フランス中央部 （大陸ケルト語、イタリック語派） \| \| \| \| \| \| L21: ブリテン、アイルランド、ブルターニュ （島嶼ケルト語） \| \| \| \| |
|                              | \| \| DF27: バスク人・イベリア （ルシタニア語、バスク語） \| \| \| \| \| \| S28: イタリア北部、スイス、フランス中央部 （大陸ケルト語、イタリック語派） \| \| \| \| \| \| L21: ブリテン、アイルランド、ブルターニュ （島嶼ケルト語） \| \| \| \| |
|                              | S21/U106: ゲルマン人 （ゲルマン語派） |
|                              | |
|                              | DF27: バスク人・イベリア （ルシタニア語、バスク語） |
|                              | |
|                              | S28: イタリア北部、スイス、フランス中央部 （大陸ケルト語、イタリック語派） |
|                              | |
|                              | L21: ブリテン、アイルランド、ブルターニュ （島嶼ケルト語） |
|                              | |

|  | DF27: バスク人・イベリア （ルシタニア語、バスク語）                        |
|  |                                                                            |
|  | S28: イタリア北部、スイス、フランス中央部 （大陸ケルト語、イタリック語派） |
|  |                                                                            |
|  | L21: ブリテン、アイルランド、ブルターニュ （島嶼ケルト語）                 |
|  |                                                                            |

| P312/S116 イタロ・ケルト語派 | \| \| DF27: バスク人・イベリア （ルシタニア語、バスク語） \| \| \| \| \| \| S28: イタリア北部、スイス、フランス中央部 （大陸ケルト語、イタリック語派） \| \| \| \| \| \| L21: ブリテン、アイルランド、ブルターニュ （島嶼ケルト語） \| \| \| \| |
|                              | \| \| DF27: バスク人・イベリア （ルシタニア語、バスク語） \| \| \| \| \| \| S28: イタリア北部、スイス、フランス中央部 （大陸ケルト語、イタリック語派） \| \| \| \| \| \| L21: ブリテン、アイルランド、ブルターニュ （島嶼ケルト語） \| \| \| \| |
|                              | S21/U106: ゲルマン人 （ゲルマン語派） |
|                              | |
|                              | DF27: バスク人・イベリア （ルシタニア語、バスク語） |
|                              | |
|                              | S28: イタリア北部、スイス、フランス中央部 （大陸ケルト語、イタリック語派） |
|                              | |
|                              | L21: ブリテン、アイルランド、ブルターニュ （島嶼ケルト語） |
|                              | |

|  | DF27: バスク人・イベリア （ルシタニア語、バスク語）                        |
|  |                                                                            |
|  | S28: イタリア北部、スイス、フランス中央部 （大陸ケルト語、イタリック語派） |
|  |                                                                            |
|  | L21: ブリテン、アイルランド、ブルターニュ （島嶼ケルト語）                 |
|  |                                                                            |

| P312/S116 イタロ・ケルト語派 | \| \| DF27: バスク人・イベリア （ルシタニア語、バスク語） \| \| \| \| \| \| S28: イタリア北部、スイス、フランス中央部 （大陸ケルト語、イタリック語派） \| \| \| \| \| \| L21: ブリテン、アイルランド、ブルターニュ （島嶼ケルト語） \| \| \| \| |
|                              | \| \| DF27: バスク人・イベリア （ルシタニア語、バスク語） \| \| \| \| \| \| S28: イタリア北部、スイス、フランス中央部 （大陸ケルト語、イタリック語派） \| \| \| \| \| \| L21: ブリテン、アイルランド、ブルターニュ （島嶼ケルト語） \| \| \| \| |
|                              | S21/U106: ゲルマン人 （ゲルマン語派） |
|                              | |
|                              | DF27: バスク人・イベリア （ルシタニア語、バスク語） |
|                              | |
|                              | S28: イタリア北部、スイス、フランス中央部 （大陸ケルト語、イタリック語派） |
|                              | |
|                              | L21: ブリテン、アイルランド、ブルターニュ （島嶼ケルト語） |
|                              | |

|  | DF27: バスク人・イベリア （ルシタニア語、バスク語）                        |
|  |                                                                            |
|  | S28: イタリア北部、スイス、フランス中央部 （大陸ケルト語、イタリック語派） |
|  |                                                                            |
|  | L21: ブリテン、アイルランド、ブルターニュ （島嶼ケルト語）                 |
|  |                                                                            |

系統関係はY-DNA Haplogroup R and its Subclades - 2017に基づく
インド・ヨーロッパ語族#系統樹と年代と照らし合わせると、サテム語に属すバルト・スラブ語派、アルバニア語、インド・イラン語派を除き、言語系統樹と遺伝子の系統樹がほぼ一致している。

印欧語族の拡散

## その他
- インド・ヨーロッパ語族に属する諸言語話者の拡散はハプログループR1b (Y染色体)およびハプログループR1a[19] [20] に対応する。R1bはヨーロッパ西部に高頻度であり、R1a系統はインド北部から中央アジアや東ヨーロッパに高頻度に分布している。R1bはケントゥム語、R1aはサテム語の担い手である[9]。印欧祖語が話されたヤムナ文化の人骨からはハプログループR1b (Y染色体)が91.5%の高頻度で検出されているが、R1aは検出されていない[21]。そのため、元来の印欧語族話者はR1bであり、ある時点でR1a集団が印欧語に言語交替を起したものと考えられ、その際にR1a集団の基層言語の特徴がサテム語の特徴として受け継がれたものと思われる。
- ハプログループR1bの分布は赤毛と相関しており、赤毛遺伝子の担い手である[22]。
- R-V88は7000年前にレバントから移動を開始しエジプト、スーダンを経てチャド湖平原に到達したと考えられる[23]。途中でアフロ・アジア語族チャド語派に言語交換した。この移動に伴って、オリエントからの農耕技術を、カメルーン付近の原バンツー族にもたらし、その後のバンツー系民族の拡散の引き金となったと考えられる。
- バスク人は非印欧語を話すにもかかわらず、印欧語系R1bが高頻度である。その理由として、印欧語を話す男系征服者集団が原住バスク人女性に多くの子を生ませたが、その子供は父親の印欧語ではなく母親のバスク語で育てられたため、父系のみR1bの印欧系ながら、言語はバスク語を保ったということが考えられる[9]。あるいはバスク人は小サイズ集団のため遺伝的浮動を経ており、高頻度のR1bは瓶首効果による可能性もある。
- ツタンカーメンはハプログループR-M269に属す。これはヨーロッパに分布し、現在のエジプト人にはほとんど見られないタイプである[24][25]。
- 北アメリカ先住民（特にアルギック系民族）でみられるハプログループR1は多くがR1bである。その起源については判然としないが、有史以前（コロンブスがアメリカ大陸に到達する1492年より前）のある時期にヨーロッパ方面からの直接渡来が存在した可能性がある。11世紀ごろ、バスク人の漁師たちがクジラを追ってニューファンドランド沖、セントローレンス川の河口に至った時、タラの豊富な漁場を発見した。しかし、その秘密は他国の漁師に漁場を知られないよう保持されていた。16世紀にジャック・カルティエの探検隊がセントローレンス川を発見した時、そこではバスク人の漁船団が漁をしていたという[26]。このような事例を検討すると、有史以前に西ヨーロッパの住民（バスク人など）の一部が北アメリカへ移住していても不思議ではない。

## 注・出典
1. 1 2  Karafet, TM; Mendez, FL; Meilerman, MB; Underhill, PA; Zegura, SL; Hammer, MF (2008). "New binary polymorphisms reshape and increase resolution of the human Y chromosomal haplogroup tree". Genome Research 18 (5): 830–8. doi:10.1101/gr.7172008. PMC 2336805. PMID 18385274.
2. 1 2  International Society of Genetic Genealogy (ISOGG) – Y-DNA Haplogroup R and its Subclades
3. ↑  Helgason A, Sigureth ardóttir S, Nicholson J, Sykes B, Hill E, Bradley D et al. (2000). "Estimating Scandinavian and Gaelic ancestry in the male settlers of Iceland". Am. J. Hum. Genet. 67 (3): 697–717. doi:10.1086/303046. PMC 1287529. PMID 10931763
4. ↑  Ornella Semino et al 2000, The Genetic Legacy of Paleolithic Homo sapiens sapiens in Extant Europeans: A Y Chromosome Perspective
5. ↑  Wilson J, Weiss D, Richards M, Thomas M, Bradman N, Goldstein D (2001). "Genetic evidence for different male and female roles during cultural transitions in the British Isles". Proc. Natl. Acad. Sci. U.S.A. 98 (9): 5078–83. Bibcode:2001PNAS...98.5078W. doi:10.1073/pnas.071036898. JSTOR 3055567. PMC 33166. PMID 11287634
6. ↑  Adams S, King T, Bosch E, Jobling M (2006). "The case of the unreliable SNP: recurrent back-mutation of Y-chromosomal marker P25 through gene conversion". Forensic Sci. Int. 159 (1): 14–20. doi:10.1016/j.forsciint.2005.06.003. PMID 16026953
7. ↑  Maciamo. “Frequencies of prehistoric European mtDNA and Y-DNA from the Paleolithic to the Iron Age” (英語). Eupedia. 2018年8月18日閲覧。
8. ↑  Haak et al.(2015) Massive migration from the steppe is a source for Indo-European languages in Europe  (PDF)
9. 1 2 3  Maciamo. “European Prehistory, Anthropology & Genetics” (英語). Eupedia. 2018年8月18日閲覧。
10. ↑  View ORCID ProfileRui Martiniano, Lara M. Cassidy, Ros O'Maolduin, Russell McLaughlin, Nuno M. Silva, Licinio Manco, Daniel Fidalgo, Tania Pereira, Maria J. Coelho, Miguel Serra, Joachim Burger, Rui Parreira, Elena Moran, Antonio Valera, Eduardo Porfirio, Rui Boaventura, Ana M. Silva, Daniel G. Bradley（2017）; The Population Genomics Of Archaeological Transition In West Iberia (PDF) ；bioRxiv
11. ↑  Maciamo. “Haplogroup R1b (Y-DNA)” (英語). Eupedia 2018年8月18日閲覧。
12. ↑  Maciamo. “Haplogroup R1a (Y-DNA)” (英語). Eupedia 2018年8月18日閲覧。
13. ↑  Lobov. Y chromosome analysis in subpopulations of Bashkirs from Russia
14. ↑  Kivisild T., Rootsi S, Metspalu M, Mastana S, Kaldma K, Parik J, Metspalu E, Adojaan M et al. (2003). “The Genetic Heritage of the Earliest Settlers Persists Both in Indian Tribal and Caste Populations”. American Journal of Human Genetics 72 (2):  313–332. doi:10.1086/346068. PMC 379225. PMID 12536373.
15. ↑  Wells. The Eurasian Heartland: A continental perspective on Y-chromosome diversity.
16. ↑  Underhill, Peter A; Myres, Natalie M; Rootsi, Siiri; Metspalu, Mait; Zhivotovsky, Lev A; King, Roy J; Lin, Alice A; Chow, Cheryl-Emiliane T et al. (2009). “Separating the post-Glacial coancestry of European and Asian Y chromosomes within haplogroup R1a”. European Journal of Human Genetics 18 (4):  479–84. doi:10.1038/ejhg.2009.194. PMC 2987245. PMID 19888303.
17. ↑  Maciamo. “Haplogroup R1b (Y-DNA)” (英語). Eupedia 2018年8月18日閲覧。
18. ↑  Myres, Natalie; Rootsi, Siiri; Lin, Alice A; Järve, Mari; King, Roy J; Kutuev, Ildus; Cabrera, Vicente M; Khusnutdinova, Elza K; et al. (2010). "A major Y-chromosome haplogroup R1b Holocene effect in Central and Western Europe". European Journal of Human Genetics. 19 (1): 95–101. PMC 3039512 Freely accessible. PMID 20736979. doi:10.1038/ejhg.2010.146.
19. ↑  T. Zerjal et al, The use of Y-chromosomal DNA variation to investigate population history: recent male spread in Asia and Europe, in S.S. Papiha, R. Deka and R. Chakraborty (eds.), Genomic Diversity: applications in human population genetics (1999), pp. 91–101.
20. ↑  L. Quintana-Murci et al., Y-Chromosome lineages trace diffusion of people and languages in Southwestern Asia, American Journal of Human Genetics vol. 68 (2001), pp.537–542.
21. ↑  Maciamo. “Frequencies of prehistoric European mtDNA and Y-DNA from the Paleolithic to the Iron Age” (英語). Eupedia. 2018年8月18日閲覧。
22. ↑  Maciamo. “Haplogroup R1b (Y-DNA)” (英語). Eupedia 2018年8月18日閲覧。
23. ↑  Cruciani, F; Trombetta, B; Sellitto, D; Massaia, A; Destro-Bisol, G; Watson, E; Beraud Colomb, E; Dugoujon, JM; Moral, P; Scozzari, R (2010). "Human Y chromosome haplogroup R-V88: a paternal genetic record of early mid Holocene trans-Saharan connections and the spread of Chadic languages". European Journal of Human Genetics 18 (7): 800–7. doi:10.1038/ejhg.2009.231. PMC 2987365. PMID 20051990.
24. ↑  Tutankhamun DNA Project”. iGENEA. 65.
25. ↑  Baghdjian, Alice. “Half of European men share King Tut's DNA” (英語). U.K. 2018年8月18日閲覧。
26. ↑  マグロンヌ・トゥーサン＝サマ 『世界食物百科』玉村豊男 翻訳監修、原書房、1998年、ISBN 4087603172、p.328